# Champigny (Yonne)
Champigny település Franciaországban, Yonne megyében. Lakosainak száma 2127 fő (2022. január 1.). Champigny Vinneuf, Chaumont, Courlon-sur-Yonne, Lixy, Villemanoche és Villethierry községekkel határos.

## Népesség
A település népességének változása:
| Lakosok száma | 2248 | 2277 | 2311 | 2204 | 2161 | 2117 | 2105 | 2092 | 2127 |
|               | 2013 | 2015 | 2016 | 2017 | 2018 | 2019 | 2020 | 2021 | 2022 |